# Хидатса

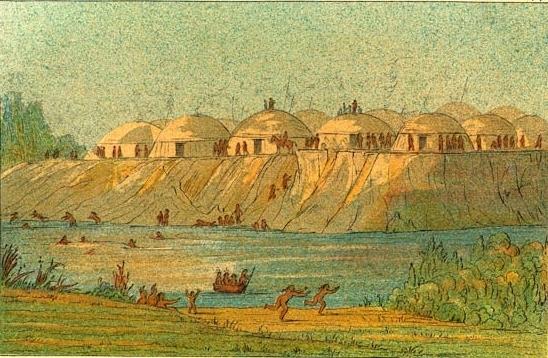
Большая деревня хидатса, художник Джордж Кэтлин

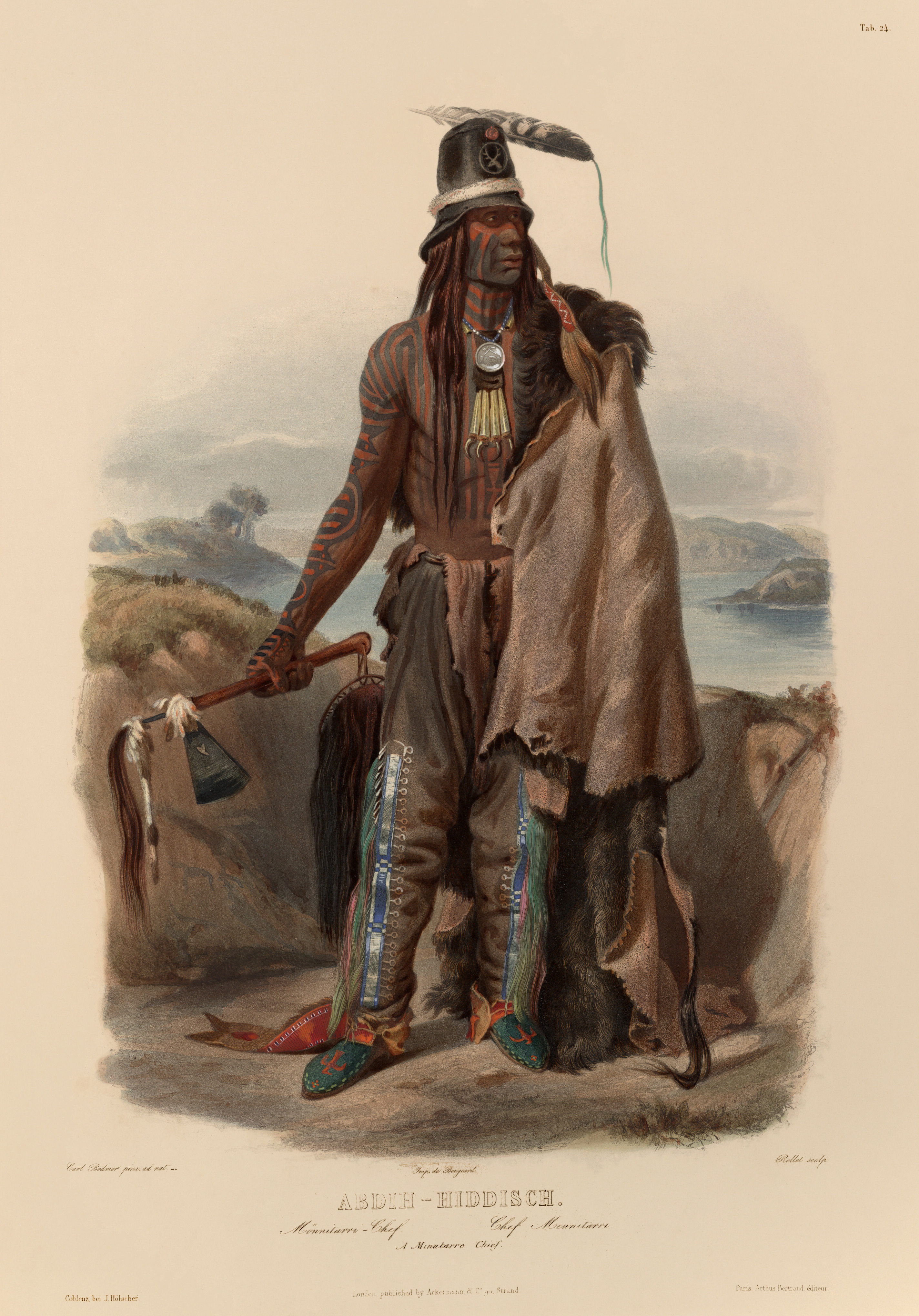
Ариихириш, вождь хидатса. Художник Карл Бодмер

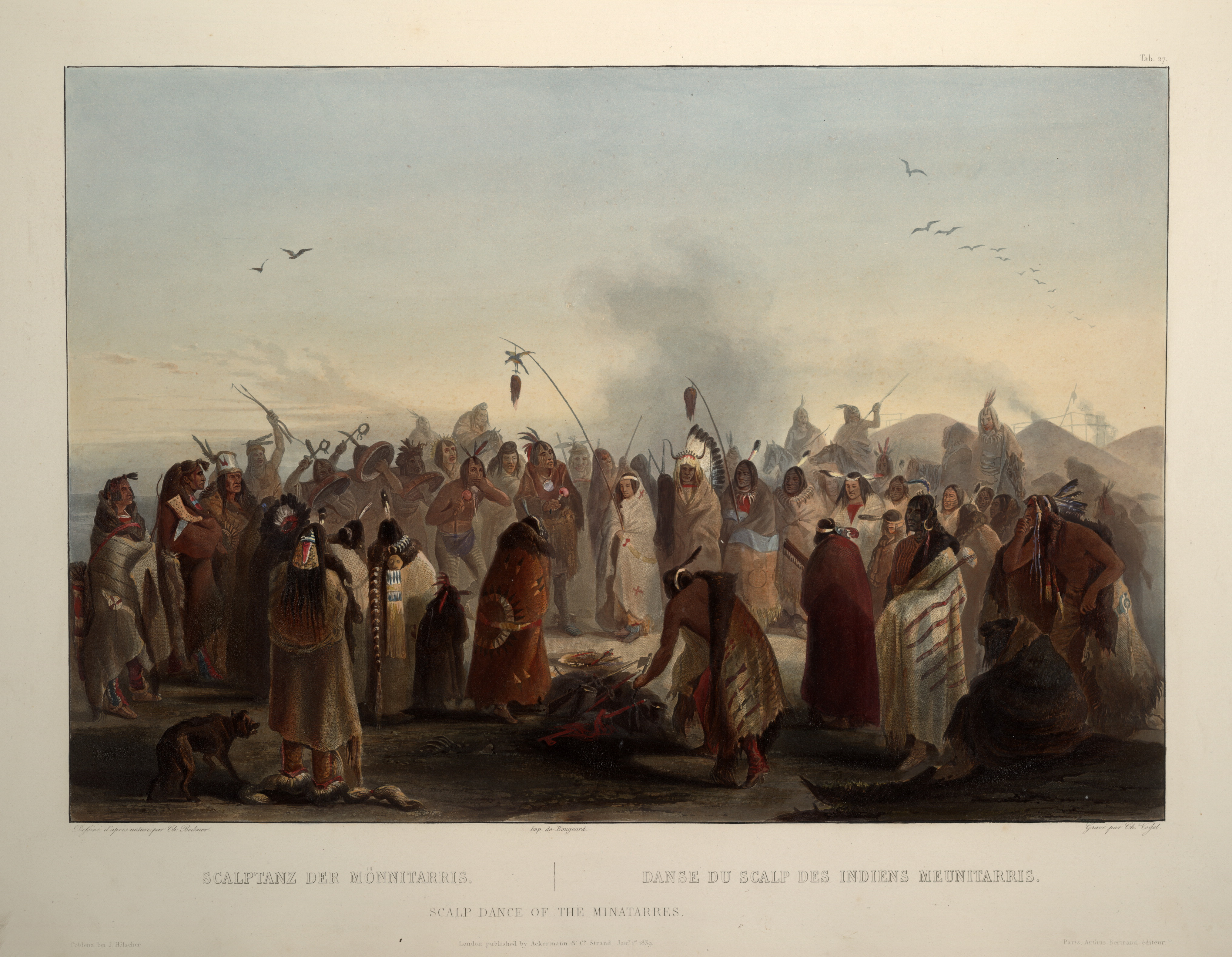
Танец скальпа у хидатса. Художник Карл Бодмер

Хида́тса (на языке соседнего племени манданов — миннетари) — индейское племя, говорящее на языке сиуанской семьи. Входит в союз трёх племён — манданов, арикара и хидатса. Язык хидатса довольно близок языку племени кроу. Современное племя хидатса возникло в результате объединёния трёх племён с различной историей: собственно хидатса, аватикса и аваксави (Bowers 1965). Племена объединились после их переселения на реку Миссури.
В результате совместного проживания с соседями-манданами было заключено много смешанных браков; в результате, как правило, манданы понимают язык хидатса и наоборот.

## Название
Самоназвание — Hiraacá (Хираака). Согласно племенной традиции, слово hiraacá происходит от названия дерева «ива». Современное название хидатса раньше носила одна из трёх племенных групп. Когда группы объединились, название было принято для народа в целом.
Их союзники, манданы, называют их минитари («Они Пересекли Воду»); ассинибойны знают их как хевактукта (ȟewáktųkta).
Первые франкоканадцы, появившиеся в районе реки Миссури, назвали их гровантрами («Большие Животы»), и их часто путали с настоящими гровантрами, племенем, обитавшем на Великих равнинах. В дальнейшем, чтобы отличать эти два народа, первых стали называть гровантрами Миссури, а вторых гровантрами Равнин.

## Группы хидатса
B исторических отчётах начала XVIII века выделяются три тесно связанные группы, к которым применялся общий термин хидатса. Три  ветви хидатса говорили на различных диалектах и их культура немного отличалась. Согласно устным преданиям, раньше они жили отдельно.
- Хираака или собственно Хидатса («Люди Ивы») — самая многочисленная полуоседлая группа, отделились от аваксави в верховьях реки Ред-Ривер. Были последней группой прибывшей на Миссури. Жили на северном берегу реки Найф, вблизи манданов, от которых они переняли сельское хозяйство и постоянные деревни. Их территория простиралась вверх по Миссури, занимая ее западные притоки, а также регион реки Маус и озера Девилс на северо-востоке. В 1797 году, согласно Дэвиду Томпсону, деревня хираака состояла из 82 земляных домов.
- Аватикса[5] («Высокая Деревня») — небольшая и малочисленная группа. Согласно их преданиям, они всегда занимали возвышенности на реке Миссури, в частности, вокруг и вверх по течению от района Пейнтед-Вудс (англ. Painted Woods)[6], вблизи современного города Уошберн[англ.]. Длительное присутствие аватикса на реке Миссури подтверждается их более развитым сельским хозяйством и циклом мифов и церемоний, которые имеют больше сходства с манданами, чем с хираака и аваксави.
- Аваксави[5] («Деревня На Холме») — ранее кочевали на востоке, в районе Ред-Ривер, а затем занимались земледелием на озере Девилс. Позже они обитали ниже по течению от устья реки Харт. Были в культурном и диалектном отношении наиболее отличающимися от двух других групп. Когда аваксави прибыли к Миссури, аватикса уже проживали тут. Аваксави также жили в области Пейнтед-Вудс, вокруг Сквер-Бьюттс (англ. Square Buttes), где сохраняли дружеские отношения с манданами. Аваксави находились ниже по течению Миссури, возле манданов, где Льюис и Кларк в 1804 году описали руины их деревни. До эпидемии оспы 1782 года у них было мало врагов. Хираака охотились вверх по течению от места их деревень и ниже реки Найф на Миссури. Здесь, между реками Найф и Йеллоустон, они стали достаточно многочисленными, чтобы противостоять атакам ассинибойнов, которые тоже охотились в этом районе, но редко зимовали близ Миссури. Позднее аваксави переместились вверх по течению Миссури и попытались построить постоянную деревню выше реки Найф, но их вытеснили хираака. Война, вспыхнувшая между ними,  длилась три года. Аваксави переехали вниз по течению и обосновались на территории современного округа Су. Конфликт с хираака и временное проживание ниже манданов происходили до 1782 года, так как во время первой зафиксированной эпидемии оспы на Равнинах, аваксави уже находились в районе Пейнтед-Вудс[7].

Все три группы хидатса жили близ реки Миссури недалеко от манданов уже к 1765 году. Они, как правило, были в мирных отношениях друг с другом, но время от времени вспыхивали конфликты, самый серьезный из которых привёл к трёхлетней войне между аваксави и хираака. С конца XVIII века до 1837 года эти три группы продолжали жить в отдельных деревнях, но увеличение числа смешанных браков между ними разрушило старый обычай деревенской эндогамии и сопровождалось быстрым процессом культурного выравнивания различий между деревнями. В начале второй половины XIX века все три группы хидатса объединились, отказавшись от раздельной церемониальной и социальной организации. Объединение не прошло безболезненно и в последующие годы порой приводило к ряду проблем.

## История

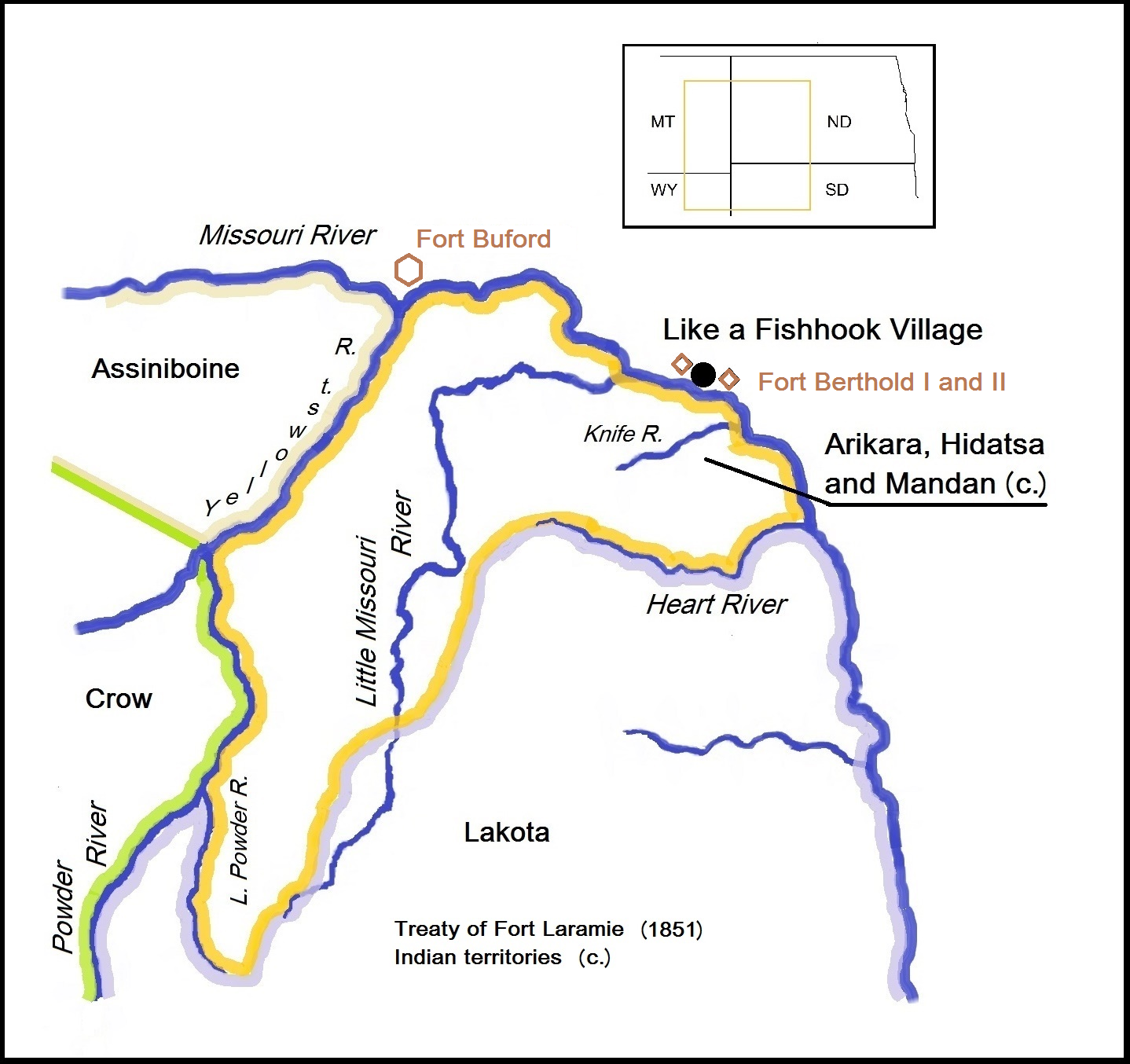
Земли хидатса, манданов и арикара согласно договору 1851 года

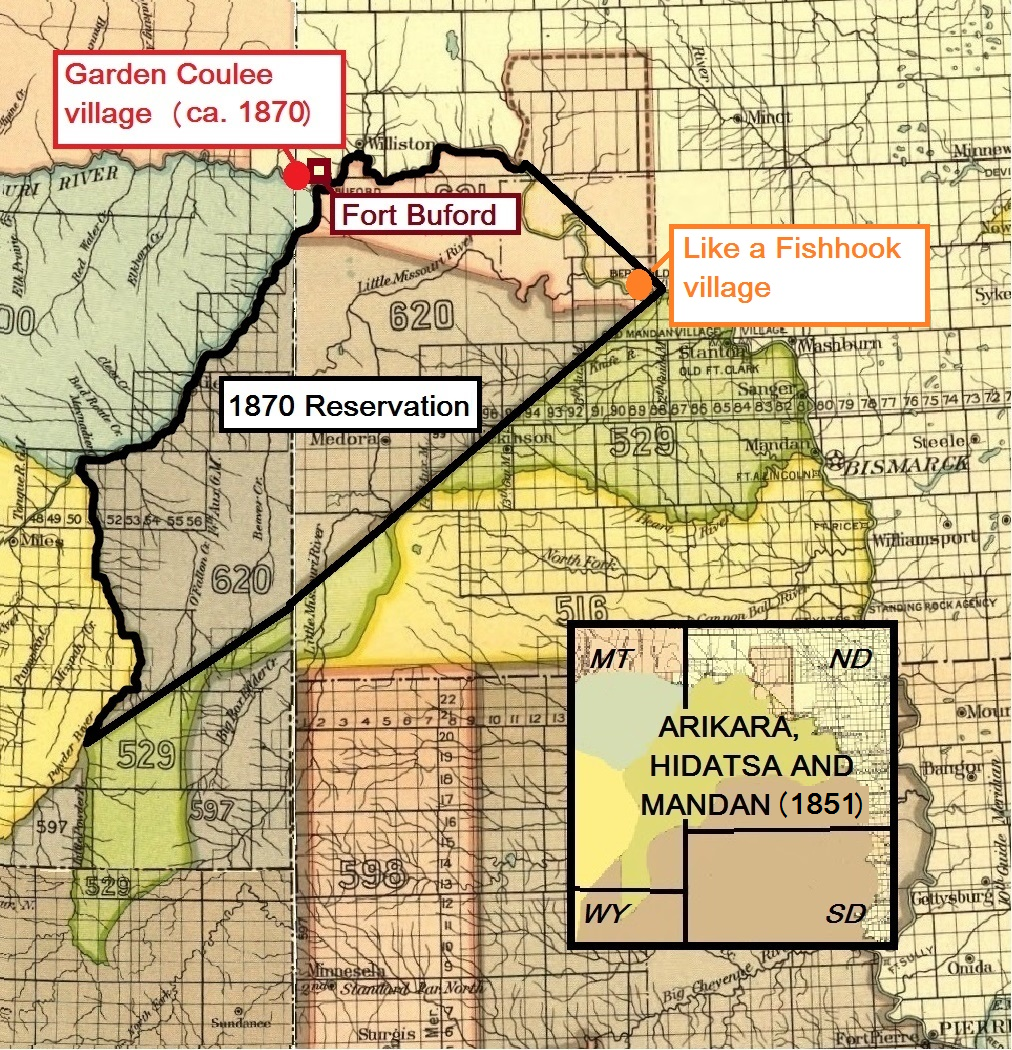
Территория резервации Форт-Бертольд в 1870 г.

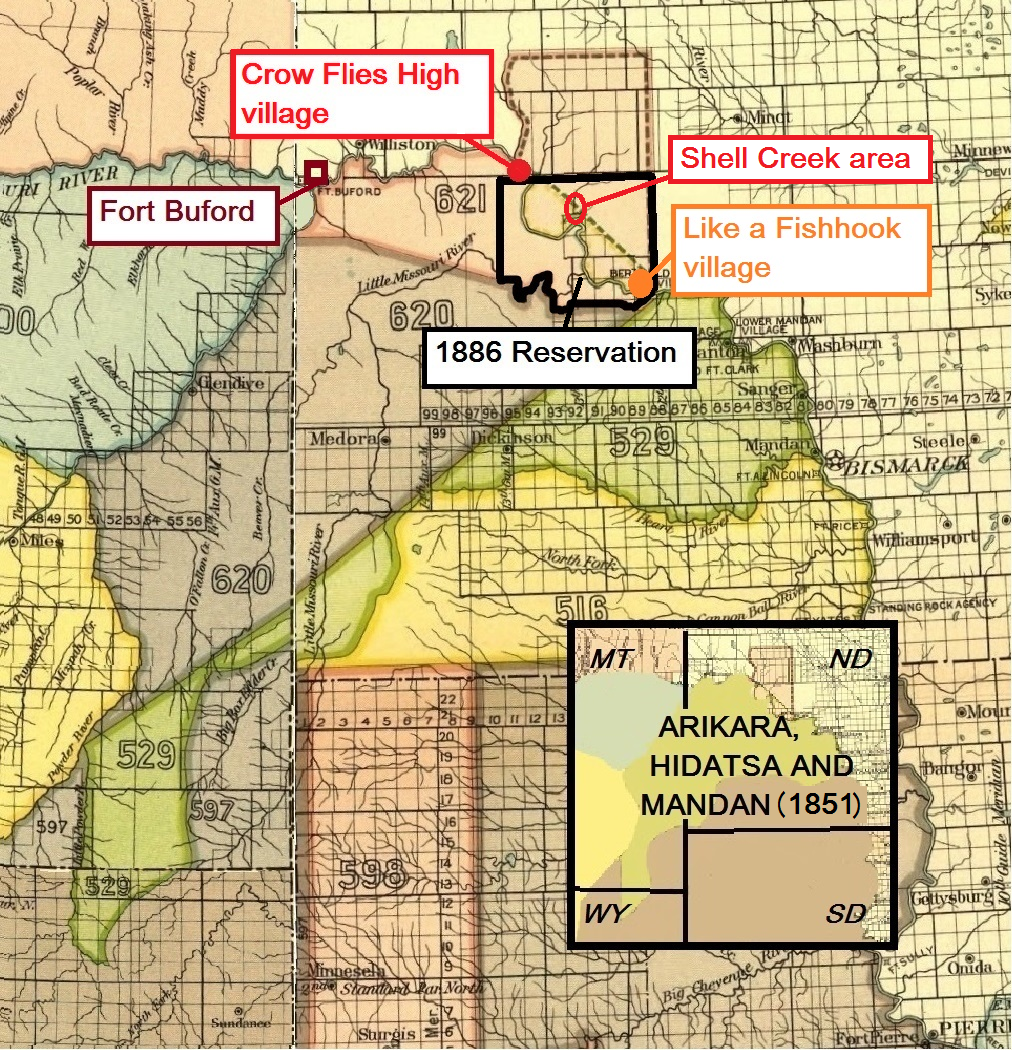
Форт-Бертольд в 1886 году, деревни Подобная Рыболовному Крючку и вождя Высоко Летящей Вороны

Впервые хидатса упоминаются в конце XVIII века, а после 1781 года в их поселениях практически всё время находился кто-нибудь из белых торговцев. Дэвид Томпсон, сотрудник Северо-Западной компании, в 1790-х годах посещал поселения хидатса. В 1781 году все три группы хидатса пострадали от эпидемии оспы и сократились в численности до 2000 человек — менее половины от того, что было ранее. В результате этого, а также постоянных атак со стороны янктонаев, лакота и ассинибойнов выжившие хираака, аватикса и аваксави перенесли свои поселения поближе друг к другу и к манданам. Хидатса и манданы после 1781 года стали ближайшими союзниками. Иногда между ними всё же возникали вооружённые стычки, а в 1812 году хидатса даже убили Шехеке, вождя манданов.
Хидатса играли одну из главных ролей в торговле племён Великих равнин, их поселения посещали равнинные кри, шайенны, арапахо, кроу, кайова, кайова-апачи и команчи. 1830-е и 1840-е годы оказались чрезвычайно сложными для хидатса. В 1834 году сиу полностью уничтожили деревни аваксави и аватикса. Оставшиеся в живых поселились вместе с манданами, а аватикса в конце концов построили поселение недалеко от хираака. В 1837 году племя вновь пострадало от эпидемии оспы, хотя не столь ужасно, как манданы, потеряв более 60% от своей численности. Аваксави и аватикса понесли большие потери, но более многочисленные хираака, которые рассредоточились на небольшие группы, пострадали заметно меньше. Между 1837 и 1845 годами аватикса и аваксави жили вместе с манданами и арикара, а позднее решили переселиться на север и построить единственную укреплённую деревню в излучине реки Миссури на территории современного штата Северная Дакота. Манданы также последовали за ними. Новое поселение, основанное в 1845 году, стало известно как Деревня Похожая На Рыболовный Крючок или Подобная Рыболовному Крючку. Вскоре рядом с деревней был построен форт Бертольд. Хираака, которых тоже пригласили в новую деревню, отклонили это предложение. Они решили уйти к речным кроу и начать кочевать вместе с ними. На пути вверх по реке на запад их настигла зима, и они остановились в деревне аватикса, аваксави и манданов. Весной, хираака решили не уходить к кроу и остались в деревне.
В 1851 году племя подписало договор в форте Ларами, который определил границы территории хидатса, манданов и арикара, а с 1853 года начало ежегодно получать от правительства США ренту в товарах. Хотя название самой многочисленной группы хидатса стало использоваться для всех трёх групп, даже в 1860-х годах аваксави и аватикса пытались ставить отдельные лагеря во время летней охоты на бизонов. Однако к началу XX века различия между подразделениями и их диалектами стали размытыми, а ко второй половине XX века практически исчезли. Три группы больше не могли поддерживать свои прошлые отдельные социальные и церемониальные организации и были вынуждены создать единое, хотя и разнородное сообщество.
Хотя хидатса и манданы занимали разные части деревни и продолжали придерживаться собственных церемоний и ритуалов, их взаимовлияние усилилось. В 1864 году вблизи их поселения был установлен постоянный армейский пост. Примерно в 1871 году конфликты среди хидатса привели к тому, что большая часть племени под руководством вождя Высоко Летящая Ворона ушла из деревни и основала собственное поселение, ставшее известным как Деревня Плохих Земель, в месте слияния рек Миссури и Йеллоустон. Эта группа хидатса отказывалась получать правительственные пайки и оставалась вне резервации до 1894 года, после чего армия США вернула её обратно.
В 1886 году хидатса, манданы и арикара подписали новый договор с правительством США, который сократил территорию резервации Форт-Бертольд. В XX веке племена смогли добиться денежной компенсации за потерянные земли.

## Демография
Численность хидатса в 1804 году, согласно Льюису и Кларку, составляла 2 100 человек, из которых 600 были воинами. Эпидемия оспы сократила их численность до 800 человек, а к 1850 году они уменьшились до 700. В 1881 году, согласно сообщениям индейского агента, хидатса насчитывали всего 445 человек. В 1905 году их численность выросла до 471 человек, а в 1910 до 547. В 1930 году их было 528 человек, а в 1937 году — 731. В 2010 году численность чистокровных хидатса, не смешанных с манданами и арикара, составляла 555 человек.